# Ренесансно сликарство
Ренесансно сликарство је стил у европској уметности који се развијало у 15. и 16. веку. Оно се најзначајније развијало у Италији.

## Сликарство ране ренесансе
Сликарство ране ренесансе започело је с појавом Мазача. Као велики узор му је послужило готичко сликарство Ђота који је сликао скоро 100 година пре њега и начинио је пар великих корака даље од готичког иконографског сликарства. Но Масаћо чини више, његови ликови су учвршћени контурном линијом, но они посједују одређену индивидуалност и карактерност. Он чак уводи и перспективу у своје слике и то на тај начин што приказује одређене архитектонске облике у својим сликама. То је најочитије у његовој слици Свето тројство где су света три лика смештена у архитектонски оквир олтара ренесансне катедрале. Све је смештено у архитектонски оквир с израженом перспективом, помало тмурних боја, специфичном карактеризацијом ликова и с богатством полусена (ital. chiaroscuro) на ликовима. 
Пијеро дела Франческа је био први уметник који је научно доказао перспективу и који ју је узео као врхунац у уметности којему треба тежити. Тек се на његовој слици Бичевање Христа истиче истакнута линеарна перспектива која је наглашена смештањем у простор с изразитим математичким, прорачунатим скраћењима. То се најочитије види у величини ликова у првом плану у односу на друге и перспективи плочица на поду и своду. Оно што је посебно ново у овој слици је то што је уметник смело преместио главни догађај у други план, а у првом плану су му три сељака, као сведока бичевања. Сликом влада одређена статичност, ликови само стоје, не постоји ни један покрет, као да је догађај на сцени. Равнотежу уметник постиже и у нијансирању боја, а може се препознати и златни пресек. Пиеро је важан и због оживљавања портрета који ће постати облик ширења уметности изван паске цркве и почетак уласка у грађански дом.
Андреа Мантења је збиља достојан помена пре свега што је проучавање перспективе довео до врхунца. Најизразитије у његовом делу Мртви Христ, где је Христ приказан у сјајном скраћењу с ногама у првом плану. Христ је приказан као било који човек, мртвачке боје са светим ранама и прекривен мртвачким покровом. Ликови који се уплакани јављају с леве стране су ту само да употпуне простор. Сва се слика центрира на томе јадном испаћеном телу у скраћењу.
Сандро Ботичели, ученик Фра Филипа Липија, врлло рано одступа од традиционалних представљања светих тема под утицајем “неоплатинизма”, покрета који је величао идеализам антике. Тако настају слике Алегорија пролећа где влада његово нестварно, идеализирано приказивање ликова без детаља, занемарујући анатомију потенцирајући тако линеарност ликова. Ликови су опет стављени у нестварни пејзаж, потпуно освијетљен без реалног извора светла. При крају свога живота Ботичели се враћа сакралним темама (бројни прикази Мадона) и удаљава се од линеарног решења слике успешно истражујући боје.

## Висока ренесанса
Висока ренесанса је време када се престају утврђивати градови јер су настали топови с експлозивним пуњењем и обрамбени зидови постају сувишни. Војска излази из градова и окршаји се дешавају на отвореном простору. Јачају монарси који постају моћни, снажни, богати и способни бранити територијални интегритет цијеле државе. Граде се културне и научне институције, библиотеке, галерије, музеји. Развија се математика, физика и астрономија (Никола Коперник, Галилео Галилеи, Ђордано Бруно говоре против геоцентричног система). Јачају градови као Рим, а поготово Венеција. (Кристифор Колумбо је открио Америку 1492. године.). 
У време када се изразито поштовао субјективизам и индивидуализам свакога уметника, толико да је се стварао култ генија, уметници су жељели да се изражавају посебно и да при томе остављају посебан утисак на посматраче дела. То је вријеме када је владала идеја генијалног уметника, појединца надахнутог од Бога, који је био успешан у различитим врстама умјетности – универзални човјек (тал. хоммо универсалис). Високу ренесансу персонифицирају три највећа умјетника свих времена: Леонардо да Винчи, Микеланђело и Рафаел

## Сликарство ренесансе на северу
Сјеверњачко сликарство обиљежили су фламански сликари.
У Немачкој се ренесанса осјећа већ у делима Гриневалда, али један од најсвестранијих уметника, чији се гениј и мајсторство може мерити с Леонардом и Микеланђелом, био је сликар и графичар Албрехт Дирер. Он је након приправништва у Нирнбергу, студирао у Италији и као многи италијански мајстори био је признат као гениј још за свог живота. Попут Леонарда тражио је да проникне у само срце тајни живота и лепоте, његови цртежи попут нпр. бусена траве, показују изванредну радозналост и чуђење. Али његови портрети (и многи аутопортрети) показују типичну северњачку интровертност и натурализам. 
На његовим гравурама као што је Четири јахача Апокалипсе, визија живота као бесмисленога и препуна страхота, постоји емоционална крајност какве нема у Медитеранској уметности. Адам и Ева, један други дрворез, показује обе стране Дирера. Позе, пропорције и цртеж фигура је италијански, док је приказ дрвећа и изведба детаља северњачки (нпр. миран живот домаће мачке и миша, у доњем делу слике, само што није завршио једењем судбоносне јабуке).
Ханс Холбајн најбољи је и најславнији портретист класичне ренесансе у северној Европи; деловао је у Немачкој и Енглеској, на двору Хенрија VIII У портретима постигао је савршену равнотежу описа лица и израза нарави. У Шпанији се истиче сликарство Ел Грека, који се својим особеним начином сликања већ сврстава у стил Маниризма.

## Карактеристике
За разлику од архитектуре или скулптуре није се могло инспирисати античким сликарством јер се из античког сликарства ништа није сачувало и због тога се инспирише античким рељефима. У 16. веку у Риму су биле објављене фреске у Нероновој златној палати или Титовим термама.
Сликари ренесансе решевају све више проблеме дубине простора (перспектива), и осеће се систематски пут који све више води ка тражењу треће димензије у простору. Још увек преовлађије слика у темпери. То је сликарство још увек религиозне садржине. Касније 30.-40.- тих година 15. века појављује се техника сликања уљаним бојама коју је један млади сликар из Италије пренео из Холандије где је она била позната. У првом периоду тежи се ка волумену који је био постављен моделовањем и сенчењем да би се добио утисак простора. Касније сликар оставља моделовање да би се прешло на пиктурално решавање волумена. Слике имају монументални карактер. Касније ће се развијати сликарство и у мањим димензијама али са разрађеним финим тоновима.

## Тематика
У значајној мери је религиозног карактера. Била је прилика да се покуша уврштавање неких сцена из свакодневног живота у религиозне теме, и тако је мадона са исусом била представљана као материнска љубав а представљана су и нага тела када је требало сликати Адама и Еву. Новост је објављивање неких нових жанрова као што су портрет, пејзаж и мртва природа.
Светитељи и Божанства се крећу у савременим просторима а касније се губи и ореол и стиче се утисак да су то живи људи. Видимо сликари сликају и познате личности а неретко међу њих стављају и свој портрет, то је освртање на себе самога и свест о сопственој вредности. Неки сликари су се временом потпуно еманциповали од религиозне тематике.

## Техника
У сликарству се употребљавала перспектива- сликари су научили да представљају простор и његову дубину. Неки уметници су радили и са бојом и представљали су сенке као нпр. Леонардо да Винчи. Овај уметник је и различито третирао цртеж који у ренесансној уметности служи за побољшавање слике и студирају се покрет, анатомија, црте лица које изражава емоције.